# 空充秋

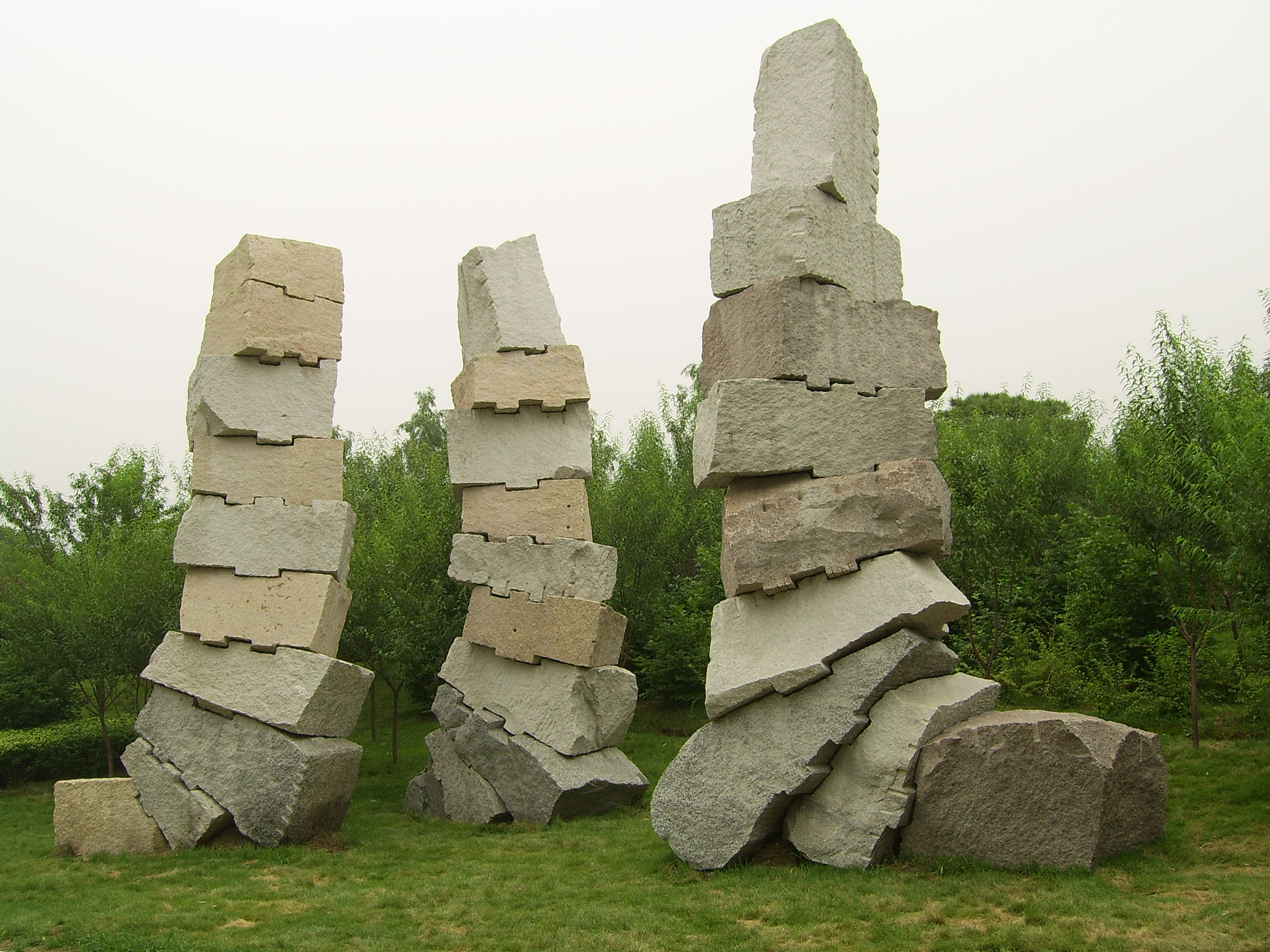
空充秋2002年作品《茁生》，位于北京植物园

空充秋（1933年—）是日本的艺术家，擅长雕塑。

## 主要作品
- 地（常磐公園，曾获得第16回中原悌二郎賞優秀奖）
- 生きる（常盘公园）
- 馬鹿（佛教大学）
- 无为自然（国际雕塑公园）